# 東潤一
東 潤一（ひがし じゅんいち）は、日本のアニメーション美術監督。スタジオイースター代表取締役社長。

## 来歴・人物
スタジオワールド出身。1985年には、アニメ背景制作会社・スタジオイースターを設立し代表取締役社長に就任。以後も美術監督として多数の作品で活動している。
2000年頃より作業のデジタル化を業界でもいち早く導入し、規模の拡大を図った。以後、背景会社としては比較的規模の大きいものとなっている。

## 参加作品

### 美術監督
1985年
- 機動戦士Ζガンダム

1987年
- シティーハンター（『3』までは宮前光春と共同）

1988年
- シティーハンター2

1989年
- シティーハンター3
- エクスプローラーウーマン・レイ

1990年
- YJ版レモンエンジェル

1991年
- シティーハンター'91

1993年
- 疾風!アイアンリーガー

1994年
- 機動武闘伝Gガンダム

1995年
- スペシャルプレゼント 亜美ちゃんの初恋 美少女戦士セーラームーンSuperS 外伝

1996年
- 天空のエスカフローネ

1997年
- 貯金戦士キャッシュマン

1998年
- ジェネレイターガウル
- カウボーイビバップ

1999年
- それゆけ!宇宙戦艦ヤマモト・ヨーコ

2000年
- ヴァンドレッド

2001年
- PROJECT ARMS
- 超GALS!寿蘭
- エイリアン9
- The Soul Taker 〜魂狩〜

2002年
- 最終兵器彼女
- 十二国記
- 藍より青し
- ラーゼフォン
- 天使な小生意気

2003年
- 藍より青し〜縁〜
- GAD GUARD
- 高橋留美子劇場 人魚の森（徳田俊之と共同）

2004年
- かいけつゾロリ
- 美鳥の日々
- 鉄人28号（第4作）

2005年
- まじめにふまじめ かいけつゾロリ（50話まで）
- まほらば（居垣宏と共同）
- 機動戦士Ζガンダム A New Translation -星を継ぐ者-
- BLOOD+
- 強殖装甲ガイバー

2006年
- TOKYO TRIBE2（衛藤功二と共同）
- ウィッチブレイド

2007年
- 大江戸ロケット（櫻井純子と共同）

2008年
- 遊☆戯☆王5D's（86話-92話の間のみ）
- ドルアーガの塔 〜the Aegis of URUK〜
- 純情ロマンチカ
- セキレイ
- 名探偵コナン（6代目美術監督）

2009年
- 鋼殻のレギオス
- グイン・サーガ
- クイーンズブレイド 流浪の戦士
- うみねこのなく頃に
- 生徒会の一存（中村恵理と共同）

2010年
- おおかみかくし（朝見知弥と共同）
- 10thアニバーサリー 劇場版 遊☆戯☆王 〜超融合!時空を越えた絆〜
- 動物かんきょう会議
- GIANT KILLING
- 伝説の勇者の伝説
- ぬらりひょんの孫
- 百花繚乱 サムライガールズ

2011年
- べるぜバブ
- 聖痕のクェイサーII（永吉幸樹と共同）

2012年
- ストライクウィッチーズ 劇場版（美術監督協力）
- えびてん 公立海老栖川高校天悶部（笠井美枝と共同）

2013年
- 百花繚乱 サムライブライド
- RDG レッドデータガール

2016年
- 双星の陰陽師（前田有紀と共同）
- ラブライブ!サンシャイン!!
- フリップフラッパーズ（第13話のみ）

2017年
- 劇場版 FAIRY TAIL -DRAGON CRY-

2018年
- 天狼 Sirius the Jaeger（佐藤歩と共同）
- 色づく世界の明日から（美術監修）
- A.I.C.O. Incarnation

2019年
- Fairy gone フェアリーゴーン

2021年
- 劇場版 呪術廻戦 0

2022年
- パリピ孔明
- ヒーラー・ガール（美術監修）

2024年
- ダンダダン

2025年
- 帝乃三姉妹は案外、チョロい。

### 背景・美術参加
1979年
- 闘士ゴーディアン（背景）

1980年
- とんでも戦士ムテキング（美術担当）

1981年
- ゴールドライタン（美術担当）

1982年
- わが青春のアルカディア 無限軌道SSX（美術担当）
- ときめきトゥナイト（背景）

1997年
- レイアース（第1話背景）

1998年
- まもって守護月天!（美術デザイン）

2002年
- 最終兵器彼女（美術設定）

2004年
- コゼットの肖像（美術）

2005年
- SPEED GRAPHER（美術監修）

2007年
- BLUE DRAGON（美術設定）
- 空の境界（美術コーディネーター）

2008年
- 屍姫 赫

2017年
- さくらインターネット 新生（美術担当）

2020年
- 放課後ていぼう日誌（美術設定・美術監修）

2021年
- 白い砂のアクアトープ（美術監修）

2023年
- スキップとローファー（美術監修）